# المحجر (يافع)

تعديل مصدري - تعديل

المحجر هي إحدى قرى عزلة لبعوس بمديرية يافع التابعة لمحافظة لحج، بلغ تعداد سكانها 138 نسمة حسب تعداد اليمن لعام 2004.